# Långvattnet, Lappland
Långvattnet (sydsamiska: Guhkiesjaevrie) är en sjö i Storumans kommun i Lappland och ingår i Umeälvens huvudavrinningsområde. Sjön har en area på 17,6 kvadratkilometer och ligger 412 meter över havet.

## Delavrinningsområde
Långvattnet ingår i det delavrinningsområde (723046-153435) som SMHI kallar för Utloppet av Långvattnet. Medelhöjden är 458 meter över havet och ytan är 84,25 kvadratkilometer. Räknas de 10 avrinningsområdena uppströms in blir den ackumulerade arean 231,91 kvadratkilometer. Långvattsbäcken (Ullisbäcken) som avvattnar avrinningsområdet har biflödesordning 2, vilket innebär att vattnet flödar genom totalt 2 vattendrag innan det når havet efter 305 kilometer. Avrinningsområdet består mestadels av skog (68 procent). Avrinningsområdet har 17,72 kvadratkilometer vattenytor vilket ger det en sjöprocent på 21 procent.